# Caldwell 7
Caldwell 7 er en spiralgalakse med en afstand på 8 mio. lysår i stjernebilledet Giraffen.
| Astronomi | Spire Denne artikel om astronomi er en spire som bør udbygges. Du er velkommen til at hjælpe Wikipedia ved at udvide den. |